# Šušure
Šušure (cyr. Шушуре) – wieś w Serbii, w okręgu zlatiborskim, w gminie Sjenica. W 2011 roku liczyła 26 mieszkańców.